# Stadtpfarrkirche Wels

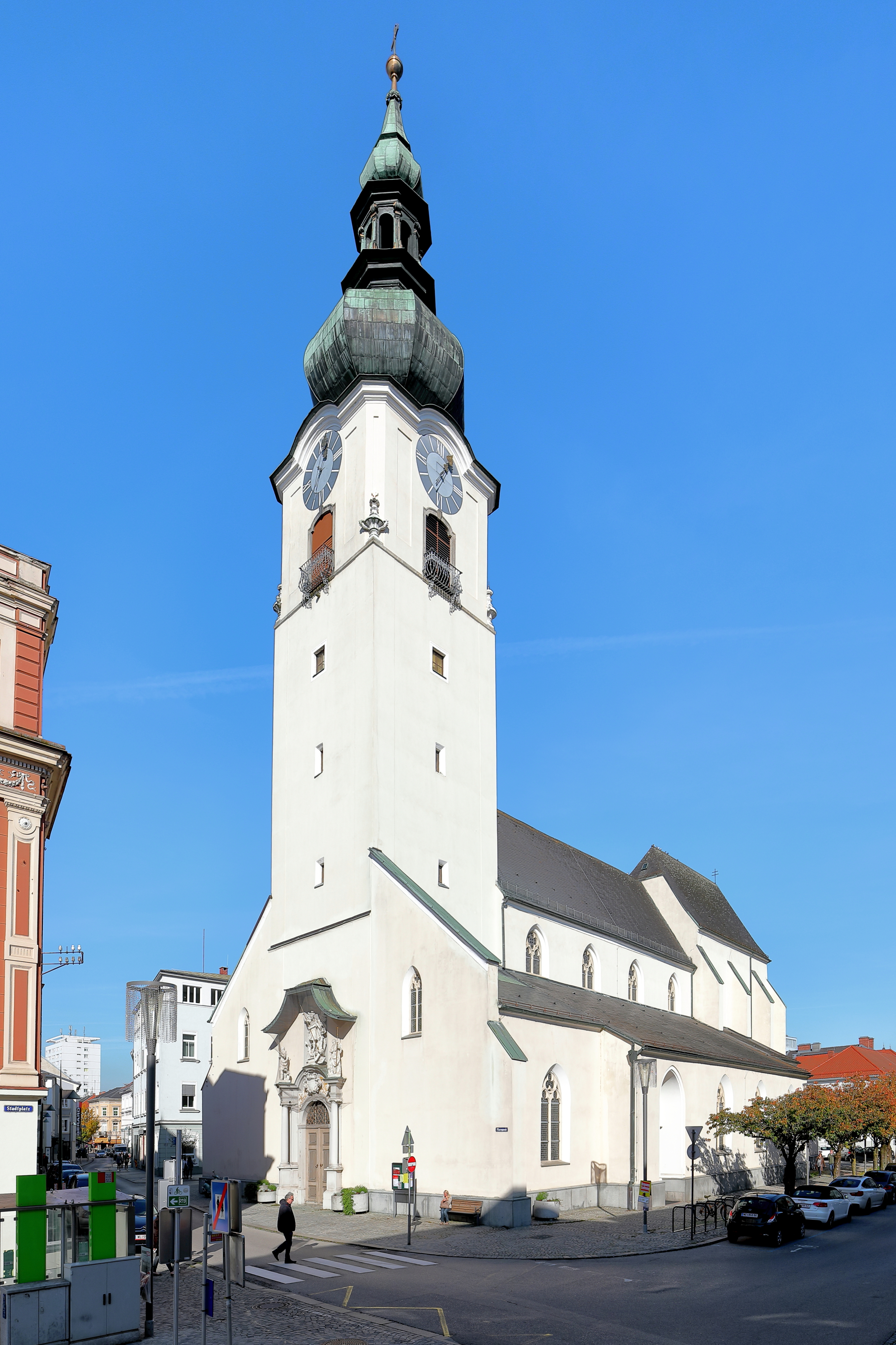
Stadtpfarrkirche Wels

Die Stadtpfarrkirche Wels ist eine der ältesten Kirchen in Oberösterreich und die älteste Kirche der Stadt Wels. Sie ist dem Evangelisten Johannes geweiht, und das Patrozinium wird am 27. Dezember gefeiert. Sie gehört zum Dekanat Wels in der Diözese Linz und steht unter Denkmalschutz.

## Geschichte
Die Kirche wurde bereits am 13. April 888 erstmals urkundlich erwähnt, als König Arnulf dem Kaplan Zazco dessen Lehen in Wels als Eigentum übertrug. Damals war sie noch eine Kapelle, welche den Kern der Schenkung darstellte. In den nächsten Jahrhunderten zählte die Kirche zu den Besitzungen des Stiftes Kremsmünster.
Während des 13. Jahrhunderts wurde diese abgerissen und durch eine romanische Basilika ersetzt. Im 14. Jahrhundert erfolgte die Umgestaltung in eine gotische, dreischiffige Kirche, allerdings finden sich auch heute noch romanische Elemente. Aus dieser Zeit stammt auch das Kreuzgewölbe.
Der in seinen unteren Geschoßen romanische Westturm wurde in der ersten Hälfte des 18. Jahrhunderts erhöht und mit einem Zwiebelhelm versehen. Reichlich belegt durch Rechnungen ist der Umbau des Turmes und des Westportals unter Bürgermeister Johann Paumgartner in den Jahren 1731 und 1732 durch Johann Michael Prunner, bei dem auch eine neue Turmuhr und fünf neue Glocken angeschafft wurden. Der Linzer Glockengießer Silvius Creuz erhielt dafür 2000 Gulden und 53 Kreuzer. Im Zuge dieser Neugestaltung des Portals wurden auch drei Steinplastiken aufgestellt, welche von links nach rechts die Heiligen Sebastian, Michael und Rochus darstellen und vermutlich vom Linzer Bildhauer Michael Herstorfer stammen.
Im 19. Jahrhundert wird die Kirche zum 1000-jährigen Bestehen nochmal renoviert. Bei den Renovierungen wird die Kirche teilweise neugotisch umgestaltet. Noch heute ist die Neugotisierung des Gotteshauses an der Fassade des Langhauses sichtbar. 1958, bei neuerlichen Restaurierungen, wird die Kirche teilweise wieder in den Originalzustand zurückversetzt. Neben Malerarbeiten im Hauptschiff wurde auch die Orgel renoviert und die Rippen an den Seitenschiffen ausgebessert.

## Ausstattung

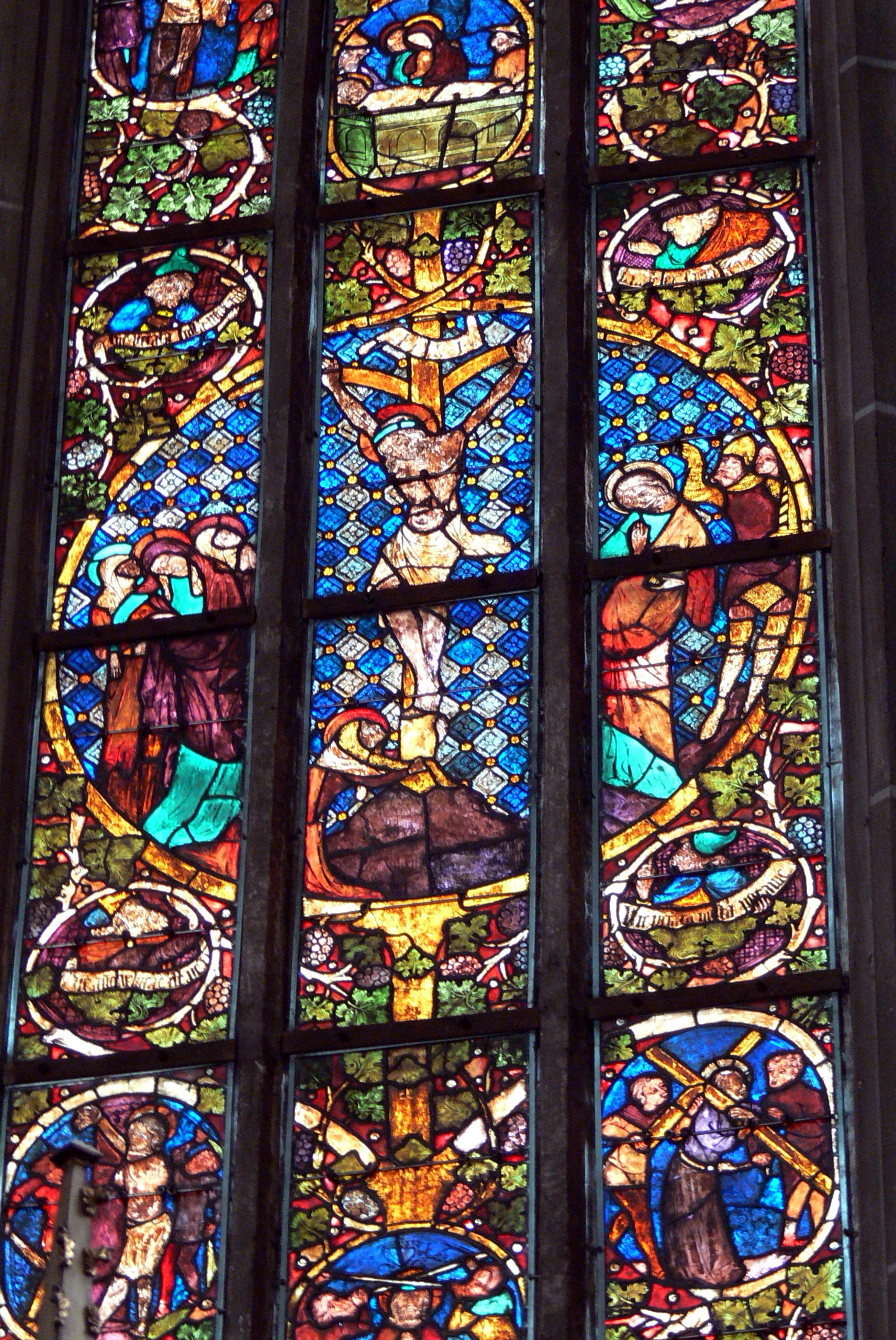
Glasfenster der Stadtpfarrkirche

- Das Westportal ist heute von außen barock. Innen kann man allerdings noch das ehemalige romanische Westportal sehen.
- Die Altäre von Michael Stolz (1856) und die Kanzel sind neugotisch.
- In der Turmhalle befinden sich die marmornen Sarkophage von Mitgliedern des Adelsgeschlechts der Polheimer, die nach der Aufhebung des Minoritenklosters 1785 hier beigesetzt wurden.[6]
- Die Pfarrkirche zieren viele Glasfenster. Erwähnenswert sind die drei prächtigen Buntglasfenster im Presbyterium.
- Die Bilder der Kreuzwegstationen werden mit der Welser Malerfamilie Haindl in Verbindung gebracht.
- Die große, dem Evangelisten Johannes gewidmete Glocke stammt aus dem Jahr 1731 (die anderen vier Glocken von Silvius Creuz mussten 1916/17 abgeliefert werden).[3]

### Orgel
Die Orgel steht auf einer relativ weit in den Raum hineinragenden Empore und ist in ein orange-grünes Gehäuse eingebaut. Links und rechts des Rückpositives hängt jeweils ein Bild.

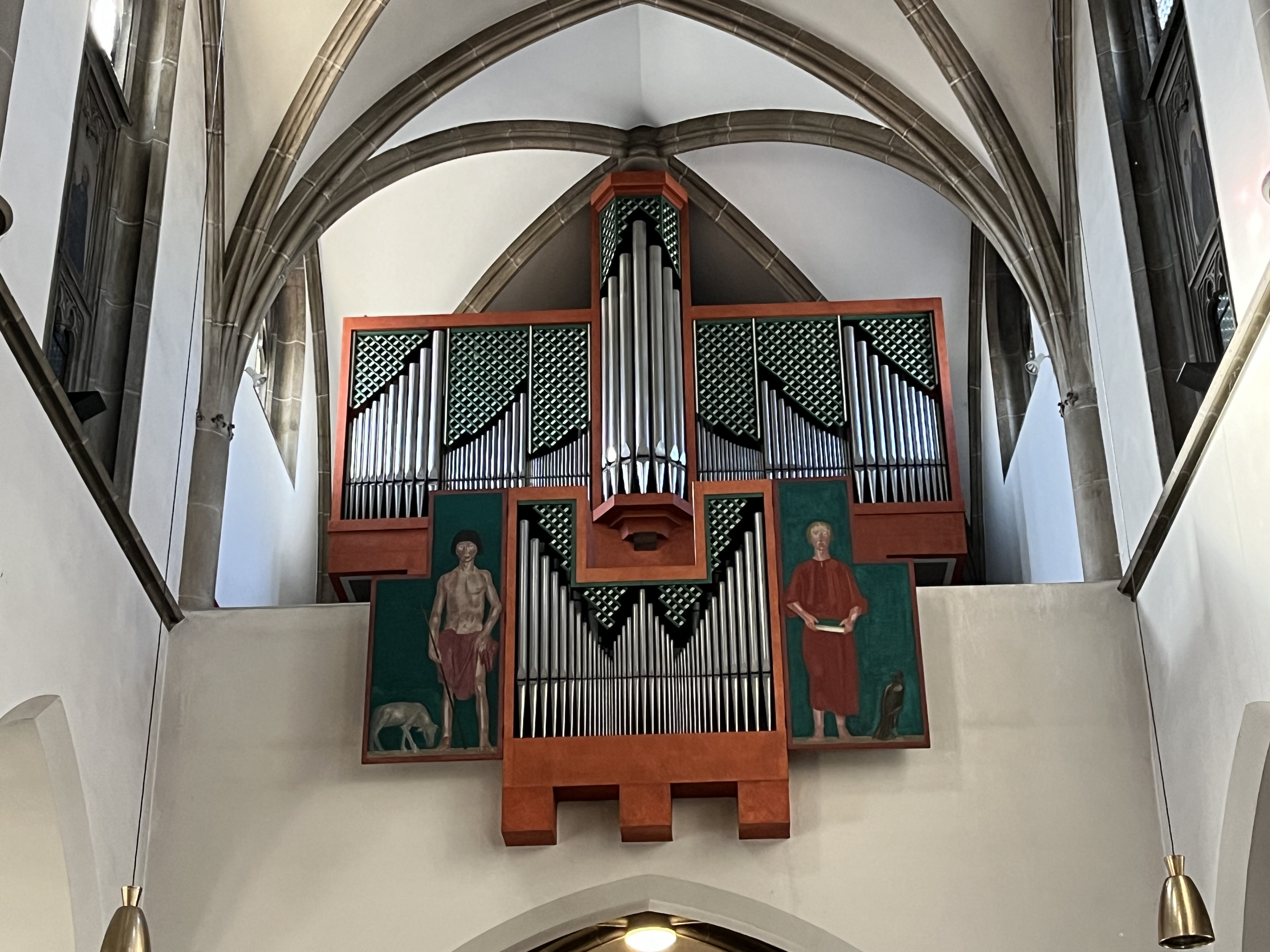
Orgelprospekt mit Rückpositiv

### Mittelschiff
Das vierjochige Mittelschiff der Kirche wird von sechs im Kern teilweise romanischen Pfeilern geprägt. Diese erheben sich zu spitzbogigen Arkaden und öffnen den Blick in die Seitenschiffe. Über den Pfeilern verlaufen schlanke Halbsäulen, die auf facettierten Konsolen ruhen und sich zum Gewölbe hin erstrecken. Dort verschmelzen sie mit den Rippen des schlichten gotischen Kreuzrippengewölbes. Die Scheitelpunkte der Rippen werden durch schlichte Schlusssteine hervorgehoben. Die Pfeiler, die das Gewölbe tragen, wirken heute aufgrund von Mörtelauflagen plumper. Diese Maßnahme wurde während der Restaurierung im Jahr 1888 durchgeführt, um die Pfeilerabstände zu standardisieren. Die facettierten Konsolen der halbsäulenförmigen Dienste, die horizontal verlaufende Sohlbank und die Krabben-Kapitelle sind ebenfalls Ergebnisse dieser Restaurierung. Ebenso stammen die hohen, halbblinden Fenster im Hochschiff mit Maßwerk aus dieser Zeit und wurden als Ersatz für die alten Rundbogenfenster und Oratorienfenster des Barock eingebaut.

### Taufkapelle

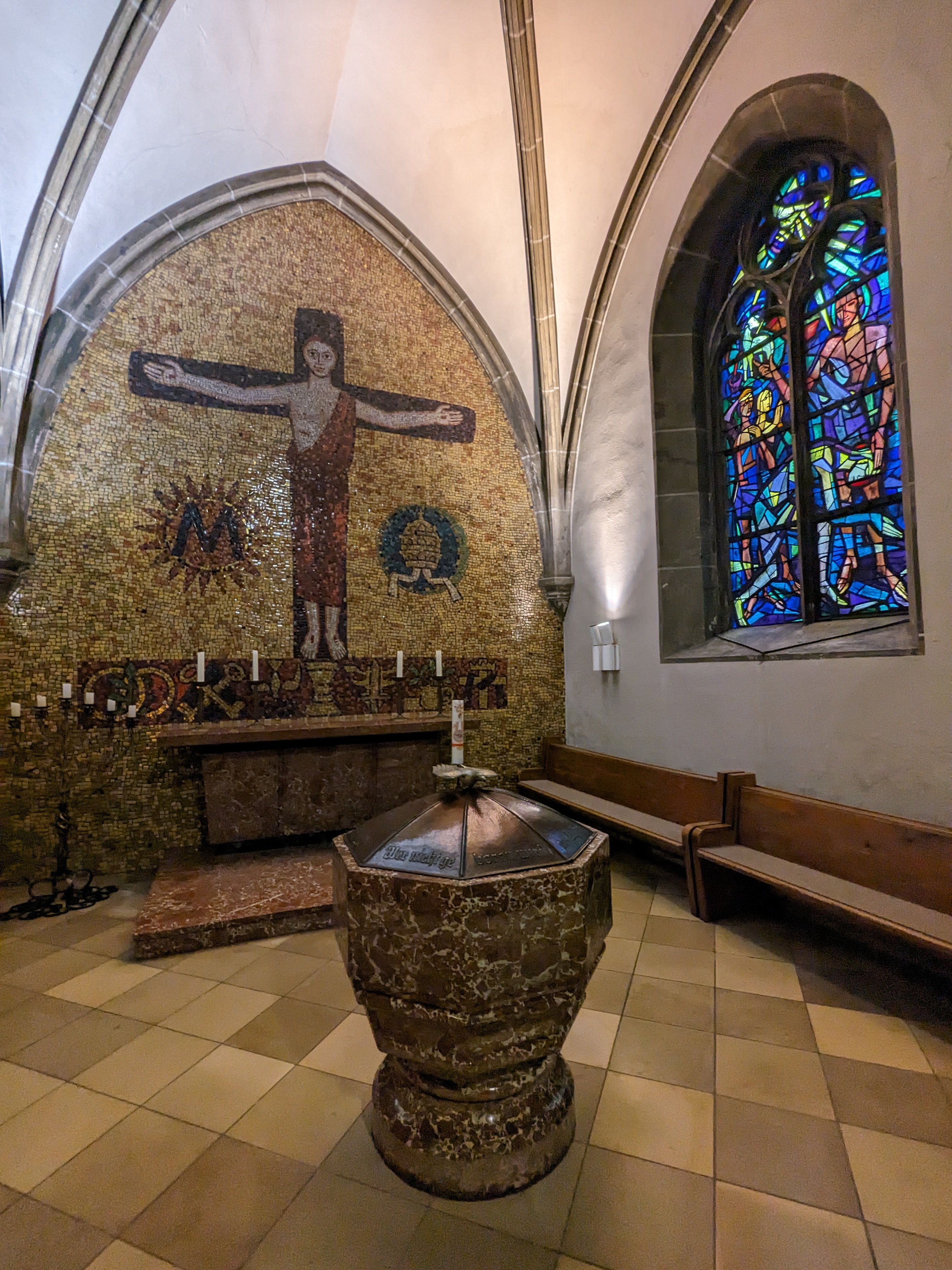
Taufkapelle

Die Taufkapelle befindet sich im Westen des nördlichen Seitenschiffs. Sie wurde in den 1950er Jahren neu gestaltet und enthält auch die Lourdesgrotte mit einer Darstellung der Maria, welche in das einst in den Turm führende Portal eingebracht ist. Das Mosaik hinter dem Altar stammt von Hans Babuder und zeigt Christus als Sieger am Kreuz. Neben Jesus sind die Symbole für Maria (Marienmonogramm) und das Papsttum (Tiara) dargestellt. Unter dem Kreuz befindet sich eine Zeile mit sieben Symbolen die auf die Sakramente verweisen. Das Glasfenster der Kapelle wurde 1956 von der Tiroler Glaswerkstätte nach einem Entwurf von Alfred Stifter gefertigt. Es zeigt die Taufe Jesu im Jordan. Das achteckige Taufbecken aus Marmor trägt auf seiner Abdeckung eine Taube und ein Zitat aus dem Johannes-Evangelium: Wer nicht geboren wird aus Wasser und Geist kann nicht eingehen in das Reich Gottes.

## Gruft
Ursprünglich befanden sich mehrere Grüfte in der Stadtpfarrkirche, die aber im Laufe der Zeit zugeschüttet wurden. Bei der noch bestehenden Gruft unterhalb der Taufkapelle dient ein alter mit der Schaufläche nach unten liegender Grabstein als Deckplatte. Er zeigt neben einem Wappen auch Grabinschriften von hier Bestatteten der gehobenen Welser Bürgerschicht sowie des Adels. Die Gruft ist 8 Meter lang und 4,6 Meter breit. Die Scheitelhöhe des flachen Bogengewölbes beträgt 2,35 Meter und reicht bis einen Meter über den Fußboden. Im Inneren finden sich mehrere Inschriften in Rötel sowie die Jahreszahl 1692.

## Außen rund um die Kirche
Im Mittelalter war die Kirche von einem Friedhof umgeben, der aber schon 1559 an eine Stelle verlegt wurde, wo sich heute das Marktgelände befindet bis schließlich 1886 der jetzige Friedhof errichtet wurde. Von diesen aufgelassenen Friedhöfen stammen mehrere Epitaphien, die an der Außenseite der Kirche angebracht sind.

## Glocken
| Glocke 1 | c'  | Creutz     | 1731 | 2194 kg |
| Glocke 2 | es' | St Florian | 1959 | 1348 kg |
| Glocke 3 | f'  | St Florian | 1950 | 778 kg  |
| Glocke 4 | g'  | St Florian | 1950 | 582 kg  |
| Glocke 5 | b'  | St Florian | 1950 | 346 kg  |

## Nutzung
Sie ist die römisch-katholische Hauptkirche der Stadt Wels und der Sitz des Dekanats Wels-Stadt.
Sie ist neben der Herz Jesu-Kirche eines der größten Gotteshäuser in Wels.